# Mohamed Haniched
Mohamed Haniched (en arabe : محمد حنيشاد) est un footballeur international algérien né le 30 avril 1968 à Blida, reconverti en entraîneur. Il évoluait au poste de gardien de but.

## Biographie
Mohamed Haniched reçoit 19 sélections en équipe d'Algérie entre 1993 et 1997. Il joue son premier match en équipe nationale le 26 juin 1993, contre la Guinée (nul 1-1). Il joue son dernier match le 22 décembre 1997, contre le Togo (défaite 0-1).
Autant qu'entraîneur des gardiens, il a travaillé longtemps à l'USM El Harrach.

## Palmarès

### Autant que joueur
- Champion d'Algérie en 1994 avec l'US Chaouia.
- Vainqueur de la Supercoupe d'Algérie en 1994 avec l'US Chaouia.

### Autant qu'entraîneur des gardiens
- Finaliste de la Coupe d'Algérie en 2011 avec l'USM El Harrach.